# Habib Keïta
Habib Keïta (Malí, 5 de febrero de 2002) es un futbolista maliense que juega de centrocampista en el Clermont Foot 63 de la Ligue 2.

## Trayectoria
Se incorporó al Olympique de Lyon II en octubre de 2020, procedente de Malí, donde estuvo en la misma cantera que su compañero de equipo en el Lyon Sinaly Diomandé. El precio de su traspaso fue de un millón de euros, sin incluir las variables.
Debutó como profesional con el Olympique de Lyon el 8 de mayo de 2021, sustituyendo a Lucas Paquetá en la victoria por 4-1 en casa de la Ligue 1 contra el F. C. Lorient.
Para la temporada 2022-23 fue cedido al K. V. Kortrijk. Tras la misma fue traspasado al Clermont Foot 63 a cambio de 1,2 millones de euros más otro en variables y un 20% de una plusvalía de una futura venta.

## Estadísticas

### Clubes
Actualizado al último partido disputado el 25 de febrero de 2024.
| Club                         | Div.          | Temporada     | Liga  | Liga  | Copas nacionales | Copas nacionales | Copas internacionales | Copas internacionales | Total | Total |
| Club                         | Div.          | Temporada     | Part. | Goles | Part.            | Goles            | Part.                 | Goles                 | Part. | Goles |
| ---------------------------- | ------------- | ------------- | ----- | ----- | ---------------- | ---------------- | --------------------- | --------------------- | ----- | ----- |
| Olympique de Lyon II Francia | 4.ª           | 2020-21       | 1     | 0     | —                | —                | —                     | —                     | 1     | 0     |
| Olympique de Lyon II Francia | 4.ª           | 2021-22       | 16    | 2     | —                | —                | —                     | —                     | 16    | 2     |
| Olympique de Lyon II Francia | Total club    | Total club    | 17    | 2     | 0                | 0                | 0                     | 0                     | 17    | 2     |
| Olympique de Lyon Francia    | 1.ª           | 2020-21       | 1     | 0     | 0                | 0                | 0                     | 0                     | 1     | 0     |
| Olympique de Lyon Francia    | 1.ª           | 2021-22       | 3     | 0     | 0                | 0                | 3                     | 0                     | 6     | 0     |
| Olympique de Lyon Francia    | Total club    | Total club    | 4     | 0     | 0                | 0                | 3                     | 0                     | 7     | 0     |
| K. V. Kortrijk · Bélgica     | 1.ª           | 2022-23       | 18    | 1     | 3                | 1                | 0                     | 0                     | 21    | 2     |
| K. V. Kortrijk · Bélgica     | Total club    | Total club    | 18    | 1     | 3                | 1                | 0                     | 0                     | 21    | 2     |
| Clermont Foot 63 II Francia  | 5.ª           | 2023-24       | 1     | 0     | —                | —                | —                     | —                     | 1     | 0     |
| Clermont Foot 63 II Francia  | Total club    | Total club    | 1     | 0     | 0                | 0                | 0                     | 0                     | 1     | 0     |
| Clermont Foot 63 Francia     | 1.ª           | 2023-24       | 17    | 0     | 2                | 0                | —                     | —                     | 19    | 0     |
| Clermont Foot 63 Francia     | Total club    | Total club    | 17    | 0     | 2                | 0                | 0                     | 0                     | 19    | 0     |
| Total carrera                | Total carrera | Total carrera | 57    | 3     | 5                | 1                | 3                     | 0                     | 65    | 4     |